# توبوليف تي يو-121
توبوليف تي يو-121 (بالإنجليزية: Tupolev Tu-121)‏ هي طائرة دون طيار أنتجت في الاتحاد السوفيتي. من صناعة توبوليف. كان أول طيران لها في 1959.